# 圣旺代图瓦
圣旺德图瓦（法語：Saint-Ouën-des-Toits，法語發音：[sɛ̃.t‿wɛ̃ de twa]）是法国马耶讷省的一个市镇，位于该省西部偏北，属于拉瓦勒区。

## 地理
圣旺德图瓦（48°8'18"N, 0°54'16"W）面积21.26 平方千米，位于法国卢瓦尔河地区大区马耶讷省，该省份为法国西北部内陆省份，北起芒什省和奧恩省，西接伊勒-维莱讷省，南至曼恩-卢瓦尔省，东临萨尔特省。
与圣旺德图瓦接壤的市镇（或旧市镇、城区）包括：拉巴科尼耶尔、昂杜耶、拉福雷新堡、尚热、勒热内-圣伊勒、奥利韦、布里耶港、圣日耳曼勒富尤。
圣旺德图瓦的时区为UTC+01:00、UTC+02:00（夏令时）。

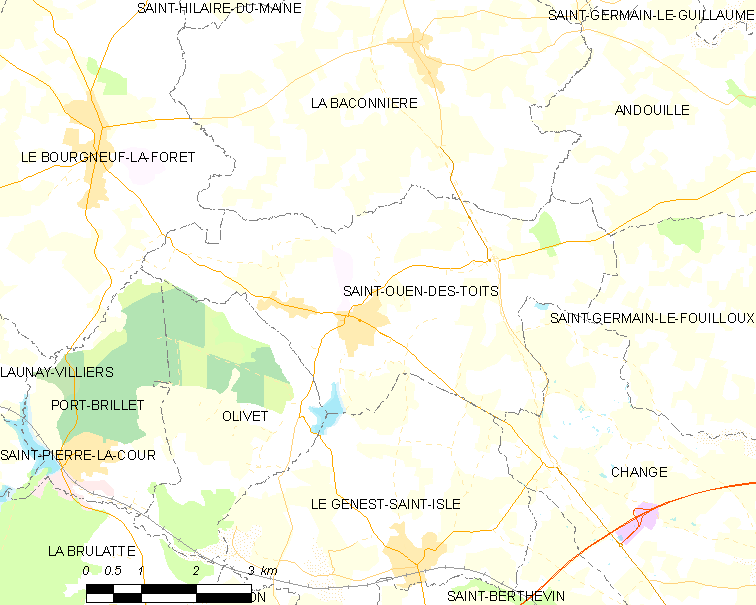
圣旺德图瓦的OSM定位图

## 行政
圣旺德图瓦的邮政编码为53410，INSEE市镇编码为53243。

## 政治
圣旺德图瓦所属的省级选区为卢瓦龙-吕耶县。

## 交通
马耶讷省省道D31线（快速公路）从东侧过境，省道D30线和D115线则在市中心交汇。

## 人口

1962-2008年间圣旺德图瓦人口变化图示

圣旺德图瓦于2022年1月1日时的人口数量为1782人。